# Zvonko Bušić

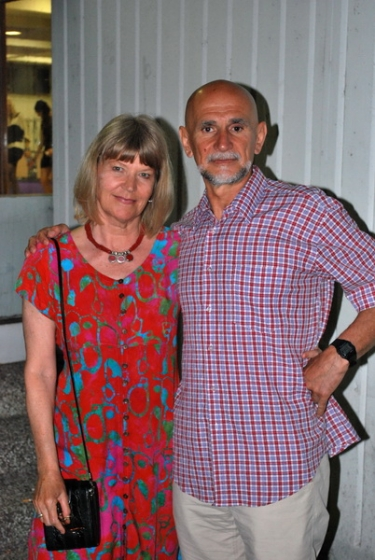
Zvonko und Julienne Bušić in Zagreb (2009)

Zvonko Bušić (* 23. Januar 1946 in Gorica, zu Grude, Jugoslawien, heute Bosnien und Herzegowina; † 1. September 2013 in Rovanjska bei Zadar, Kroatien) war der ideologische Anführer einer in den USA operierenden Gruppe kroatischer Emigranten, deren politische Ziele die Errichtung eines autonomen kroatischen Staates waren. Er wurde in den USA wegen Flugzeugentführung mit Todesfolge und Verschwörung zu einer lebenslangen Haftstrafe verurteilt.

## Leben

### Straftat und Haft
Bušić und seine Frau Julienne Bušić (geborene Eden Schultz) sowie deren Mittäter Petar Matanić, Frane Pešut und Slobodan Vlašić entführten am 10. September 1976 eine Boeing 727 der Fluggesellschaft Trans World Airlines (TWA) auf dem Flug 355 der Strecke New York – Chicago mit dem Ziel, eine Veröffentlichung ihrer von Bruno Bušić verfassten Propaganda in den Medien zu erwirken. Die fünf Entführer bemächtigten sich inklusive Besatzung 92 Menschen. Unter Androhung von Gewalt und der Sprengung des Flugzeugs erzwangen sie einen Überflug nach Europa, tatsächlich befand sich jedoch nur eine Bombenattrappe an Bord. Nach der Erfüllung ihrer Forderungen – der Veröffentlichung auf Flyer zusammengefasster Propaganda in US-amerikanischen Zeitungen – landeten sie in Frankreich und ergaben sich den Behörden.
Eine zuvor an der Grand Central Station in New York gelegte Bombe kostete den New Yorker Polizeibeamten Brian Murray bei der Entschärfung das Leben. Zvonko Bušić übernahm die Verantwortung für den Tod des Polizeibeamten, gab aber auch den Polizisten Mitschuld, die seine Instruktionen zur Entschärfung der Bombe ignoriert hatten.
Beim Strafprozess behaupteten die Terroristen, sie hätten ihre Ziele mithilfe von Überzeugung und Argumenten durchsetzen wollen, was ihre Taten dem Richter John Bartels nicht minder gewalttätig erscheinen ließ. Zvonko und Julienne Bušić wurden zu lebenslanger Haft verurteilt. Zvonko Bušić wurde nach 31 Jahren Haft am 24. Juli 2008 begnadigt und nach Kroatien abgeschoben. Der kroatische Staat hatte sich seit längerem, seit 2007 über das HHO (Helsinki-Komitee in Kroatien), für ihn eingesetzt. Seine Frau Julienne war bereits 1990 nach 13 Jahren Haft freigekommen. Die übrigen Entführer, die zu mehrjährigen Haftstrafen verurteilt worden waren, wurden in den 1990er Jahren freigelassen.

### Rückkehr
Zvonko Bušić wurde auf Kosten des kroatischen Staates eine Heimkehr nach Kroatien ermöglicht. Bei seiner Ankunft wurde er von Gesinnungsgenossen mit dem faschistischen Gruß empfangen. Die kroatische Presse relativierte einhellig die Taten des als Terrorist verurteilten Heimkehrers. In der kroatischen Öffentlichkeit wird er teilweise als Unabhängigkeitskämpfer und Held angesehen. Vor allem die Anwendung von Gewalt wurde und wird systematisch in den Hintergrund gerückt, während die Behauptungen der Entführer hervorgehoben werden, z. B. dass sie lediglich Flyer über London und Paris hätten abwerfen wollen.
Bei der Parlamentswahl im Dezember 2011 war Bušić Kandidat der Hrvatska stranka prava dr. Ante Starčević, als erster auf der Wahlkreisliste der Partei im Wahlkreis IX.

### Tod
Zvonko Bušić starb am 1. September 2013 durch Suizid. Er wurde unter  Anteilnahme mehrerer tausend Menschen bei den Gefallenen des Kroatienkrieges (Aleja branitelja) auf dem Mirogoj-Friedhof der kroatischen Hauptstadt Zagreb bestattet.

## Familie
Die Politikerin Zdravka Bušić ist eine Schwester von Zvonko Bušić. Der Exilaktivist Bruno Bušić, der an der von Zvonko Bušić begangenen Flugzeugentführung indirekt beteiligt war, war sein Vetter.

## Nachwirkung
Nach Bušićs Tod gründeten seine Witwe Julienne Bušić, seine Schwester Zdravka Bušić sowie die Politiker Nikica Valentić und Dražen Budiša die Zvonko-Bušić-Stiftung; deren Hauptzweck ist die Herausgabe von Büchern, in denen das Leben Zvonko Bušićs und der Kroatienkrieg aus der Perspektive von Bušićs Anhängern dargestellt werden sollen.